# Flaming Frontiers
Flaming Frontiers é um seriado estadunidense de 1938, gênero Western, dirigido por Ray Taylor e Alan James, em 15 capítulos, estrelado por Johnny Mack Brown, Eleanor Hansen e John Archer. O seriado foi produzido e distribuído pela Universal Pictures, e veiculou nos cinemas estadunidenses a partir de 5 de julho de 1938. É uma refilmagem do seriado de 1932, Heroes of the West, também da Universal Pictures. Em 1966, foi reeditado para a televisão.

## Elenco
- Johnny Mack Brown  ... Tex Houston (creditado John Mack Brown)
- Eleanor Hansen  ... Mary Grant
- John Archer  ... Tom Grant (creditado Ralph Bowman)
- William Royle  ... Jim Crosby
- Charles Middleton  ... Ace Daggett (Caps. 5-15)
- James Blaine  ... Bart Eaton
- Pat J. O'Brien  ... Harper (creditado Pat O'Brien)
- Chief Thundercloud  ... Thunder Cloud (creditado Thunder Cloud)
- Helen Gibson  ... Mulher na cidade [Cap. 9] (não-creditada)
- Slim Whitaker  ... Capanga [Caps. 4-5, 12] (não-creditado)
- J. P. McGowan ... Atendente do Bar (não-creditado)
- Charles Brinley.[2]Guarda do salão (não-creditado)

## Produção
Assim como Heroes of the West, de 1932, do qual é uma refilmagem, este seriado também foi baseado em "The Tie That Binds", de Peter B. Kyne.

## Capítulos
1. The River Runs Red
2. Death Rides the Wind
3. Treachery at Eagle Pass
4. A Night of Terror
5. Blood and Gold
6. Trapped by Fire
7. The Human Target
8. The Savage Horde
9. Toll of the Torrent
10. In the Claws of the Cougar
11. The Half Breed's Revenge
12. The Indians Are Coming
13. The Fatal Plunge
14. Dynamite
15. A Duel to the Death

Fonte: